# Népouite
La népouite est une espèce minérale du groupe des silicates sous-groupe des phyllosilicates de la famille des serpentines, de formule Ni3Si2O5(OH)4. Les cristaux peuvent atteindre près d'un centimètre.

## Historique de la description et appellations

### Inventeur et étymologie
La népouite a été décrite par l'ingénieur et minéralogiste Edouard Glasser en 1907. Il en détermina la composition chimique en termes d'oxydes (3 (Ni,Mg)O, 2 SiO2, 2 H2O, en notation oxyde) et la nomma en référence à son topotype, la mine de nickel de Népoui (Nouvelle-Calédonie, France),.

### Topotype
Mine Reis II, Népoui, Poya (province Nord, Nouvelle-Calédonie).

### Synonymie
- Genthite

## Caractéristiques physico-chimiques

### Cristallochimie
La népouite :
- est le dimorphe de la pécoraïte ;
- forme une série continue avec la lizardite Mg3Si2O5(OH)4[7] ;
- fait partie du groupe des serpentines (sous-groupe de la lizardite).

### Sous-groupe de la lizardite
- Caryopilite (MnII,Mg,Zn,FeII)3(Si,As)2O5?(OH,Cl)4 : Cm ou C 2/m Mono
- Lizardite Mg3Si2O5(OH)4 : P1 1, à couches droites, où le silicium et le magnésium sont partiellement remplacés par de l'aluminium
- Népouite Ni3Si2O5(OH)4 : Ccm21 mm2
- Greenalite (FeII,FeIII)2-3Si2O5(OH)4

### Cristallographie
- Paramètres de la maille conventionnelle : a = 5,31 Å ; b = 9,2 Å ; c = 7,27 Å ; Z = 2 ; V = 355,15 Å3.
- Densité calculée : 3,56 g/cm3.

## Gîtes et gisements

### Gîtologie et minéraux associés
GîtologieGisements de nickel dans les latérites
Minéraux associésGarniérite

### Gisements producteurs de spécimens remarquables
- Maroc

Veine No. 51, Aït Ahmane, district de Bou Azzer (nl), Taznakhte, province de Ouarzazate
- France

– Mine Reis II, Népoui, Poya, province Nord, Nouvelle-Calédonie : topotype
– Stalactites vertes du Grand Aven du Mont Marcou (site protégé et cavité fermée du département de l'Hérault),,
- Japon

Sugashima, Toba, région de Kinki, île d'Honshū
- Portugal

Palhal Mine, Albergaria-a-Velha, district d'Aveiro
- Russie

Mine de Cheremshanskoe, district d'Ufaley, oblast de Tcheliabinsk, région de l'Oural

## Exploitation des gisements
UtilisationsMinerai de nickel